# UFCS
Universal Fast Charging Specification (UFCS) — новый протокол быстрой зарядки, совместно разработанный группой, в которую входят несколько китайских компаний, для решения проблемы сложности и отсутствия совместимости между существующими на рынке стандартами быстрой зарядки.
Разработчиком UFCS является Fast Charging Alliance — совместный проект Китайской академии информационных и коммуникационных технологий (CAICT) и ведущих производителей мобильных телефонов, таких как Huawei, OPPO, Vivo и Xiaomi.
По состоянию на сентябрь 2024г. количество продуктов, сертифицированных по стандарту UFCS, достигло 143.